# Длуґе (Підляське воєводство)
Длуґе (пол. Długie) — село в Польщі, у гміні Штабін Августівського повіту Підляського воєводства.
Населення — 128 осіб (2011).
У 1975-1998 роках село належало до Сувальського воєводства.

## Демографія
Демографічна структура станом на 31 березня 2011 року:
|          | Загалом | Допрацездатний вік | Працездатний вік | Постпрацездатний вік |
| -------- | ------- | ------------------ | ---------------- | -------------------- |
| Чоловіки | 65      | 12                 | 45               | 8                    |
| Жінки    | 63      | 19                 | 26               | 18                   |
| Разом    | 128     | 31                 | 71               | 26                   |